# Stanisław Korab-Brzozowski
Stanisław Korab-Brzozowski (n. 1876, Latakia – d. 1901, Varșovia) a fost un poet și traducător polonez, fratele poetului Wincenty Korab-Brzozowski și fiul unui romantic bard, poetul Karol Brzozowski. Korab-Brzozowski este reprezentativ pentru decadența poloneză, el fiind unul dintre cei mai mari poeți ai mișcării Tânăra Polonie, un maestru de formă poetică și stil. Nu există informații despre viața personală a lui Stanisław Korab-Brzozowski. El a fost membru al boemei „Copii lui Satan” a lui Stanisław Przybyszewski. A tradus lucrări de Baudelaire, Maurice Maeterlinck și Paul Verlaine.
În anul 1901, Korab s-a sinucis, probabil din cauza iubirii sale neîmpărtășite pentru Dagny Juel. Poeziile și poemele sale au fost publicate în anul 1910, în cartea „Înainte ca inima să fi murit” (în poloneză „Nim serce ucichło”).